# Schleswig-Holstein Musik Festival
Schleswig-Holstein Musik Festival (pol. Festiwal Muzyczny Szlezwik-Holsztyn) – festiwal muzyki klasycznej organizowany każdego lata w całym kraju związkowym Szlezwik-Holsztyn w północnych Niemczech.

## Historia
Festiwal został założony w 1986 roku przez niemieckiego pianistę Justusa Frantza.
W 2006 r. motto 21. Festiwalu w języku dolnoniemieckim brzmiało Dat klinkt lekker (pol. To brzmi pysznie). W 2007 r. 22. Festiwal skoncentrował się na muzyce węgierskiej, w 2008 r. na rosyjskiej, a w 2009 r. na niemieckiej, kiedy to mottem było Heimspiel. W 2010 roku mottem Festiwalu stało się Poland in Pulse, koncentrując repertuar na muzyce z Polski. Następnie regionalny nacisk skierowany był na Turcję w 2011 r., na Chiny w 2012 r. oraz państwa bałtyckie w 2013 r. Począwszy od 2014 roku, koncepcja uległa zmianie poprzez wyróżnienie każdego roku innego, konkretnego kompozytora. Kolejne, retrospektywne festiwale poświęcono w 2014 r. Feliksowi Mendelssohnowi, w 2015 r. Piotrowi Czajkowskiemu, w 2016 r. Josephowi Haydnowi, w 2017 r. Maurice’owi Ravelowi, a w 2018 r. Robertowi Schumannowi.

## Koncerty
Koncerty i recitale festiwalowe organizowane są we współpracy z miastami Lubeka, Kilonia, Flensburg i mniejszymi miastami na północy Niemiec, takimi jak Eutin lub Plön, a także na wsi w zamkach, dworach, starych stodołach lub małych kościołach z cegły gotyckiej. Większość lokalizacji to także interesujące miejsca historyczne, zabytki i część światowego dziedzictwa UNESCO, w tym Wyższa Szkoła Muzyczna w Lubece.